# Maria de Saxa-Altenburg
Prințesa Maria de Saxa-Altenburg (14 aprilie 1818 – 9 ianuarie 1907) a fost regină a Hanovrei prin căsătoria cu George al V-lea de Hanovra care a fost nepot al regelui George al III-lea al Regatului Unit și a reginei Charlotte de Mecklenburg-Strelitz.

## Primii ani
Maria s-a născut la Hildburghausen, ca Prințesa Marie de Saxa-Hildburghausen, fiica cea mare a lui Joseph, Prinț Moștenitor de Saxa-Altenburg și a Ameliei de Württemberg. Una dintre cele 5 surori mai mici a fost Alexandra, viitoarea Marea Ducesă Alexandra Iosifovna a Rusiei. 
În 1826, familia s-a mutat la Altenburg , ca urmare a unui transfer de teritorii între diferitele ramuri ale Casei de Wettin, iar Maria a înlocuit precedentul titlu cu cel de Prințesă de Saxa-Altenburg.

## Căsătorie

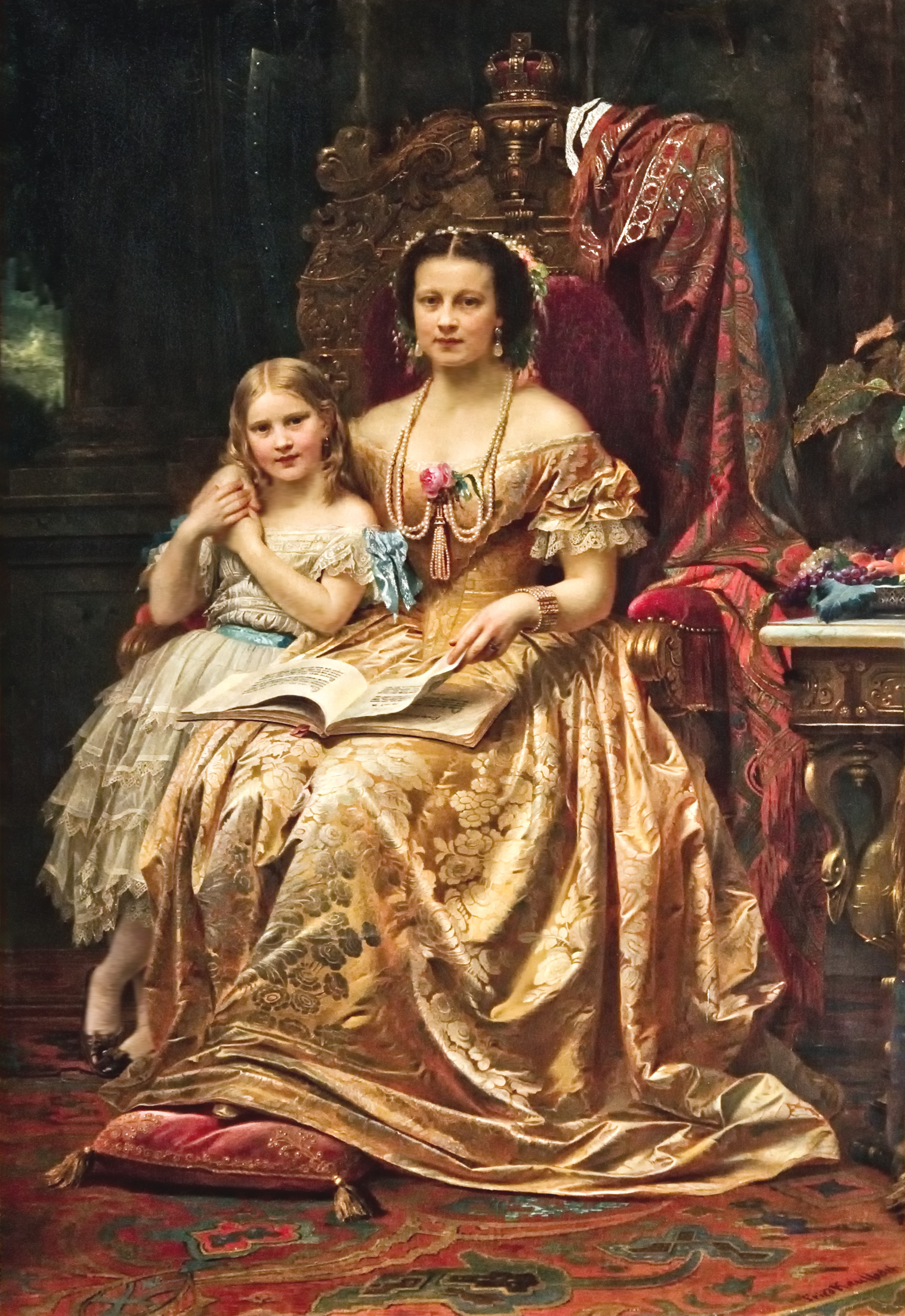
Regina Maria împreună cu fiica ei Maria, de Wilhelm von Kaulbach, ca. 1866

Maria s-a căsătorit la 18 februarie 1843, la Hanovra, cu George, Prinț Moștenitor al Hanovrei. Ei au avut trei copii: Prințul Ernest Augustus, Prințesa Frederica și Prințesa Maria.

## Regină a Hanovrei
Prințul și Prințesa Moștenitoare au devenit rege și regină a Bavariei după decesul tatălui său, Ernest Augustus I de Hanovra la 18 noiembrie 1851.  Soțul ei a fost expulzat din regatul său în anul 1866, ca urmare a sprijinului său pentru Austria în Războiul austro-prusac, iar la 20 septembrie 1866, regatul a fost anexat de către Prusia. Cu toate acestea, George nu a abdicat niciodată; el, Maria și copiii lor au trăit în exil la Gmunden, în Austria, până la moartea lui George în 1878.
La 18 septembrie 1872, regina Maria a fost nașa nepoatei reginei Victoria, Prințesa Marie Louise de Schleswig-Holstein. Prințesa Marie Louise a fost fiica cea mică a Prințesei Helena (a treia fiică și al cincilea copil al reginei Victoria și a Prințului Albert).